# Rajesh Koothrappali
Rajesh Ramayan Koothrappali egy kitalált szereplő az amerikai CBS csatorna Agymenők című szituációs komédiájában. A karakter megformálója Kunal Nayyar.

## Élete
Rajesh Koothrappali indiai csillagász, asztrofizikus. Szereti szegény indiai fiúnak beállítani magát, de valójában dúsgazdag családból származik. Apja nőgyógyász Delhiben (egy luxusautóval, Bentley-vel jár). Az egyik unokatestvére ügyvéd. Anyjával és apjával webkameráján át tartja a kapcsolatot, akik mindig össze akarják hozni egy-egy indiai lánnyal.
Egyik alkalommal ki akarják utasítani az USA-ból, mert fél éve lejárt a munkavállalási engedélye, ezért az egyetemen belül gyorsan másik munkát akar szerezni; átmenetileg Sheldon alkalmazza.
Barátnője nincs, mert szelektív mutizmusban szenved: nő jelenlétében képtelen megszólalni, állítása szerint akkor, ha a nő, akinek a közelében van, nem olvad a tömegbe, csinos és jó az illata. Nincs ilyen gondja, ha a nők elvegyülnek a tömegben, vagy ha előtte alkoholt fogyasztott. Viszont egyáltalán nem bírja az alkoholt, egyetlen pohár elfogyasztása után is irritálóan tolakodó és fellengzős lesz. Egy lánytestvére van, Priya, aki jogász Indiában. Egy évad erejéig azonban Amerikába költözött, ahol együtt járt Leonarddel.
Szenvedélyes gyűjtő és képregényimádó. Zakója alatt gyakran ízléstelen, tarka mintás mellényt visel.
Howard Wolowitz-cal nagyon jó barátok, kettejük kapcsolatában Raj nőies szerepet játszik, és más alkalommal is nőies vonásokat mutat.

## Munkája
Az egyetemen dolgozik barátaival, ahol csillagászati megfigyeléseket folytat. Ezzel a munkájával bekerül a People magazinba is, mikor egy új kisbolygót fedez fel, melynek a Planet Bollywood nevet adja.